# Associação Professor Artur Novaes 2022-2023
Questa voce raccoglie le informazioni riguardanti l'Associação Professor Artur Novaes nella stagione 2022-2023.

## Stagione
L'Associação Professor Artur Novaes utilizza la denominazione sponsorizzata APAN/Eleva nella stagione 2022-23.
Partecipa alla Superliga Série A per l'undicesima volta, ottenendo un ottavo posto al termine della regular season: si qualifica quindi per i play-off scudetto, dove viene eliminato dal Sada, confermandosi all'ottavo posto anche nella classifica finale.
In ambito statale si aggiudica il suo sesto Campionato Catarinense, andando poi a partecipare al Campionato Mineiro grazie a una partnership con l'Olympico Club, rappresentando quest'ultimo nel torneo, dove si classifica al terzo posto.

## Organigramma societario
Area direttiva
- Presidente: Helio Schwarz Filho

Area tecnica
- Allenatore: André Donegá
- Assistente allenatore: Marcel Ramos
- Scoutman: Rafael Laurentino

## Rosa
| N° | Nome               | Ruolo | Data di nascita | Nazionalità sportiva |
| -- | ------------------ | ----- | --------------- | -------------------- |
| 1  | Alan de Souza      | O     | 21 marzo 1994   | Brasile              |
| 2  | Éder Kock          | C     | 4 luglio 1993   | Brasile              |
| 3  | Vitor Baesso       | S     | 28 marzo 1998   | Brasile              |
| 4  | Fabricio de Souza  | S     | 21 gennaio 2004 | Brasile              |
| 5  | Thomas Reiter      | S     | 9 novembre 2004 | Brasile              |
| 6  | Tiago Brendle      | L     | 21 ottobre 1985 | Brasile              |
| 7  | Renan Bonora       | S     | 10 aprile 1998  | Brasile              |
| 8  | Antony Burger      | P     | 27 giugno 2004  | Brasile              |
| 9  | Alan Araújo        | S     | 3 gennaio 1995  | Brasile              |
| 11 | Wennder Lopes      | S     | 7 dicembre 1991 | Brasile              |
| 12 | Paulo Carraro      | C     | 26 agosto 1999  | Brasile              |
| 13 | Caio de Oliveira   | O     | 23 gennaio 1996 | Brasile              |
| 15 | Carlos Barros      | L     | 7 maggio 1996   | Brasile              |
| 16 | Kauã Probst        | L     | 12 gennaio 2005 | Brasile              |
| 17 | Ricardo Perini     | P     | 18 gennaio 1984 | Brasile              |
| 18 | Leandro dos Santos | O     | 25 aprile 1983  | Brasile              |
| 19 | Rodrigo Leme       | P     | 9 aprile 1980   | Brasile              |
| 20 | Róbson Augusto     | C     | 2 giugno 1985   | Brasile              |
| 21 | Eduardo Wurster    | S     | 25 ottobre 2002 | Brasile              |

## Statistiche

### Statistiche di squadra
| Competizione      | Punti | In casa | In casa | In casa | In trasferta | In trasferta | In trasferta | Totale | Totale | Totale |
| Competizione      | Punti | G       | V       | P       | G            | V            | P            | G      | V      | P      |
| ----------------- | ----- | ------- | ------- | ------- | ------------ | ------------ | ------------ | ------ | ------ | ------ |
| Superliga Série A | 33    | 12      | 6       | 6       | 12           | 4            | 8            | 24     | 10     | 14     |
| Totale            | -     | 12      | 6       | 6       | 12           | 4            | 8            | 24     | 10     | 14     |

### Statistiche dei giocatori
| Giocatore      | Superliga Série A | Superliga Série A | Superliga Série A | Superliga Série A | Superliga Série A | Totale | Totale | Totale | Totale | Totale |
| Giocatore      | P                 | PT                | AV                | MV                | BV                | P      | PT     | AV     | MV     | BV     |
| -------------- | ----------------- | ----------------- | ----------------- | ----------------- | ----------------- | ------ | ------ | ------ | ------ | ------ |
| A. Araújo      | 21                | 192               | 170               | 13                | 9                 | 21     | 192    | 170    | 13     | 9      |
| R. Augusto     | 17                | 79                | 49                | 27                | 3                 | 17     | 79     | 49     | 27     | 3      |
| V. Baesso      | 24                | 327               | 290               | 31                | 6                 | 24     | 327    | 290    | 31     | 6      |
| C. Barros      | 7                 | 0                 | 0                 | 0                 | 0                 | 7      | 0      | 0      | 0      | 0      |
| R. Bonora      | 19                | 92                | 75                | 9                 | 8                 | 19     | 92     | 75     | 9      | 8      |
| T. Brendle     | 24                | 0                 | 0                 | 0                 | 0                 | 24     | 0      | 0      | 0      | 0      |
| A. Burger      | 0                 | 0                 | 0                 | 0                 | 0                 | 0      | 0      | 0      | 0      | 0      |
| P. Carraro     | 10                | 9                 | 5                 | 3                 | 1                 | 10     | 9      | 5      | 3      | 1      |
| A. de Souza    | 12                | 231               | 196               | 17                | 18                | 12     | 231    | 196    | 17     | 18     |
| F. de Souza    | 0                 | 0                 | 0                 | 0                 | 0                 | 0      | 0      | 0      | 0      | 0      |
| C. de Oliveira | 18                | 74                | 62                | 3                 | 9                 | 18     | 74     | 62     | 3      | 9      |
| L. dos Santos  | 24                | 139               | 123               | 3                 | 13                | 24     | 139    | 123    | 3      | 13     |
| É. Kock        | 21                | 124               | 74                | 45                | 5                 | 21     | 124    | 74     | 45     | 5      |
| R. Leme        | 24                | 33                | 20                | 6                 | 7                 | 24     | 33     | 20     | 6      | 7      |
| W. Lopes       | 24                | 182               | 110               | 56                | 16                | 24     | 182    | 110    | 56     | 16     |
| R. Perini      | 23                | 4                 | 2                 | 2                 | 0                 | 23     | 4      | 2      | 2      | 0      |
| K. Probst      | 2                 | 0                 | 0                 | 0                 | 0                 | 2      | 0      | 0      | 0      | 0      |
| T. Reiter      | 0                 | 0                 | 0                 | 0                 | 0                 | 0      | 0      | 0      | 0      | 0      |
| E. Wurster     | 6                 | 2                 | 1                 | 0                 | 1                 | 6      | 2      | 1      | 0      | 1      |

P = presenze; PT = punti totali; AV = attacchi vincenti; MV = muri vincenti; BV = battute vincenti